# Tim Patch
Tim Patch (pseudonim artystyczny Pricasso) – australijski artysta-malarz i performer. Maluje obrazy, używając swoich intymnych części ciała (prącia, moszny i pośladków) zamiast pędzla. Wykonuje portrety, pejzaże i akty kobiece.

## Życiorys
Urodził się w 1949 lub 1950 roku na terenie Wielkiej Brytanii jako Timothy James Francis Patch. Najpierw uczęszczał do szkoły (typu preparatory school) Oakwood Prep School niedaleko miasta Chichester, a następnie do odpłatnej szkoły (typu public school) Bembridge Public School zlokalizowanej na wyspie Wight. Wykazywał zdolności plastyczne. W latach 1966–1967 uczył się w koledżu Portsmouth College of Art w Portsmouth. Od 1969 do 1972 studiował na akademii sztuki West of England Academy of Art w Bristolu.
W 1977 roku wyemigrował do Australii.
W latach 1978–1982 zajmował się m.in. snycerstwem i swoje prace artystyczne wystawiał w galeriach sztuki. W 1983–1984 wykonał różne rzeźby na zamówienie klientów.
W 1984 razem z siostrą Sally założył Hellfire Pottery – pracownię garncarsko-ceramiczną. Tim Patch zajmował się projektowaniem wyrobów, a jego siostra była odpowiedzialna za sprawy organizacyjno-komercyjne. Pracownia była czynna do 2004.
W 2002–2006 dokonał przebudowy swojego domu i atelier do niego przylegającego, w wyniku której dom uzyskał wygląd w stylu Gaudiego. W latach 2004–2006 pracował jako portrecista, karykaturzysta i performer, a także brał udział w wystawach, w tym wystawach rzeźbiarskich.
Skromne dochody ze sprzedaży prac artystycznych zmuszały Tima Patcha do ciągłego dorabiania – pracował na budowach jako budowlaniec.
W 2005 Tim Patch odkrył u siebie nowy talent – potrafił namalować portret penisem, używając tej części ciała jako pędzla. W latach 2005–2006 skoncentrował się na rozwijaniu penile art (techniki malowania penisem) i sztuce performance’u. Nowa technika malowania Patcha spotkała się z mieszanym przyjęciem: jego ojciec nie był nastawiony entuzjastycznie, także galerie sztuki nie okazały zainteresowania jego nowymi pracami, ale organizatorzy wystawy Sexpo (Health Sexuality and Lifestyle Exhibition) z 2006 roku w Perth byli zachwyceni.

## Pricasso

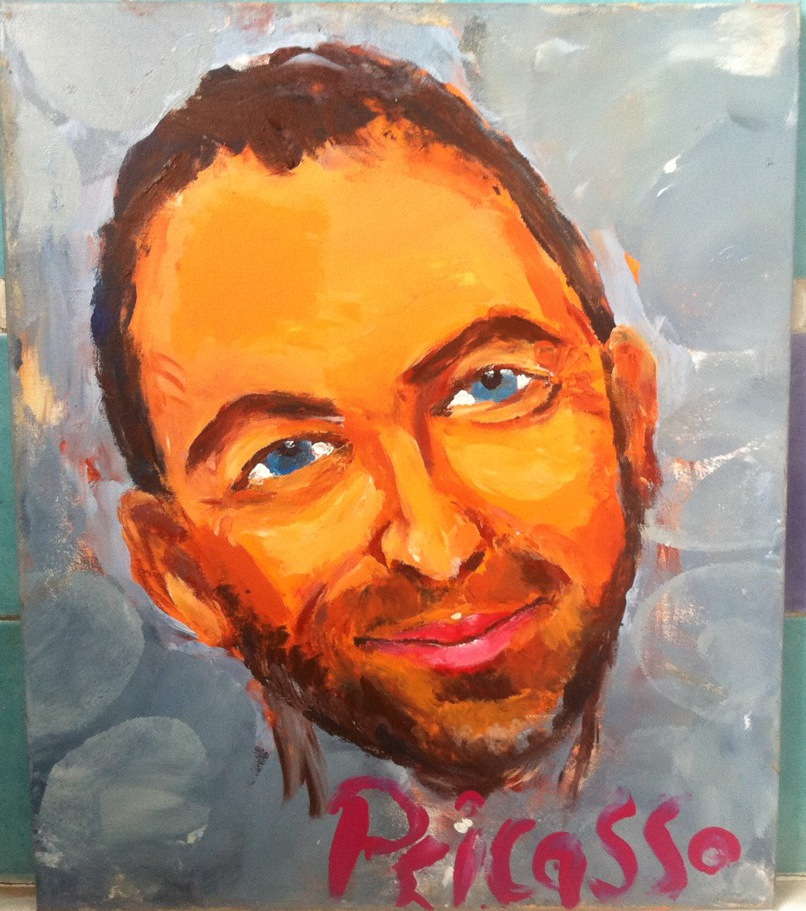
Portret Jimmy’ego Walesa – współzałożyciela Wikipedii – namalowany przez Pricasso na podstawie zdjęcia w 2013

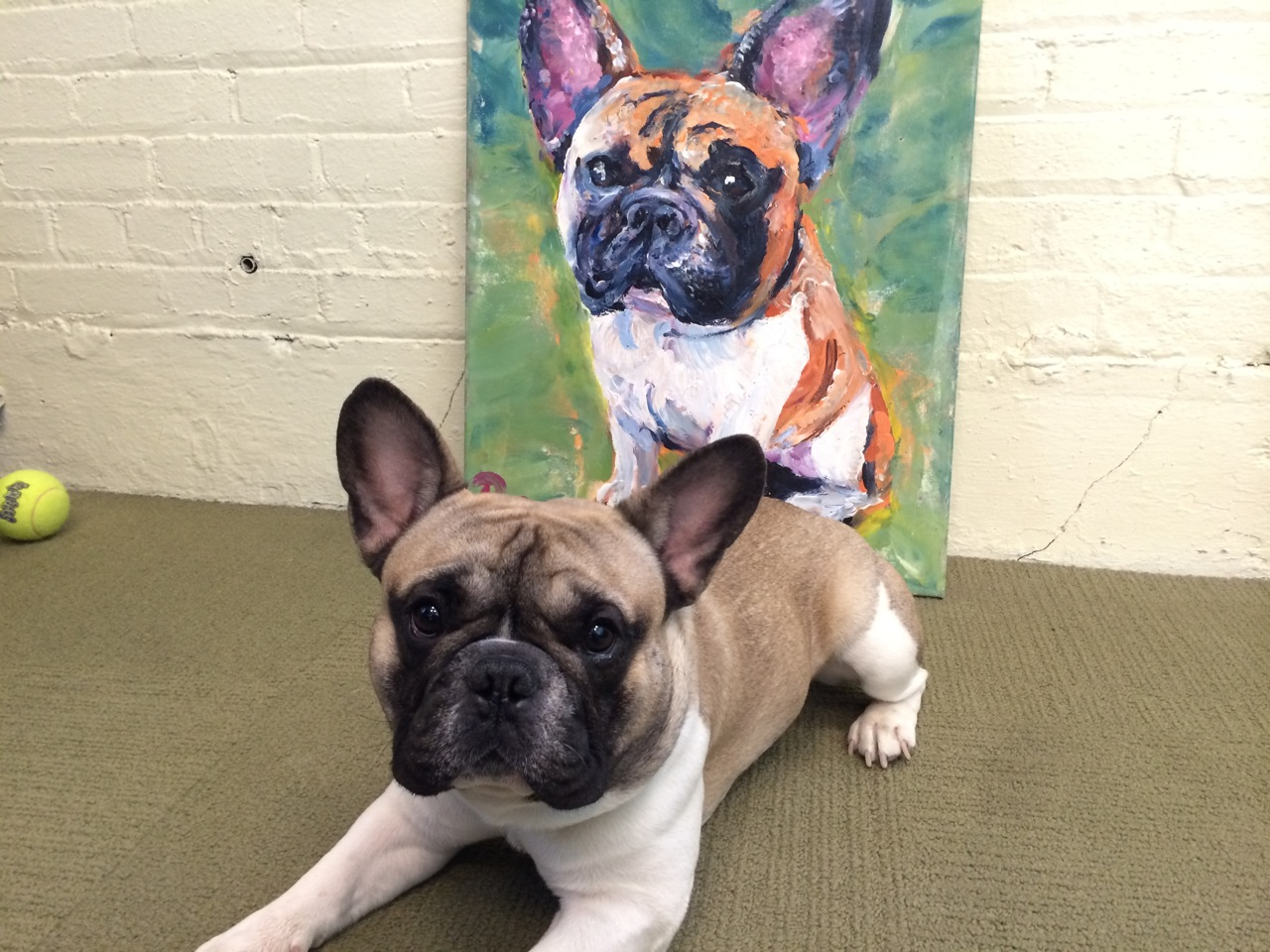
Pies Milton na tle swojego portretu namalowanego przez Pricasso

Rok 2006 był rokiem „narodzin” Pricasso (od j. ang. prick – wulgarnie: penis) i nawet sam Tim Patch przyznał w udzielonym wywiadzie, że musiał przyzwyczaić się do nowej formy rozgłosu związanej z wykonywaniem portretów techniką penile art (malowanie penisem). Uprzednio artysta trenował przez dwa lata malowanie penisem. Portret premiera Australii Johna Howarda i portret przywódcy opozycji Kima Beazleya były pierwszymi portretami, które Patch wykonał w ten sposób i pokazał publicznie.
Przez następne siedem lat Tim Patch brał udział w targach erotycznych dla dorosłych, zorganizowanych w różnych zakątkach świata, podczas których wykonywał portrety malując penisem na oczach widzów. Wykonał także portrety na podstawie zdjęć, w tym portrety osób publicznych, na zamówienia osobiste lub osób trzecich. Na portretach między innymi uwiecznił: Paris Hilton w wersji a la Mona Lisa, Hugh Hefnera, Nelsona Mandelę, Jacoba Zumę, Roberta Mugabe, Baracka Obamę, George’a W. Busha, Elżbietę II, Jimmy’ego Walesa i Jerzego Urbana. Wykonał także własny autoportret. W 2010 roku wystąpił w programie telewizji niemieckiej RTL Das Supertalent.
Prace Tima Patcha malowane techniką penile art spotkały się zarówno z pozytywnym, jak i negatywnym odbiorem.
Podczas rozważań na temat konotacji pierwiastków męskości i kobiecości w sztuce malarskiej został wymieniony m.in. Pricasso, który malując akty kobiece penisem połączył powyższe konotacje seksualne.

## Technikapenile art

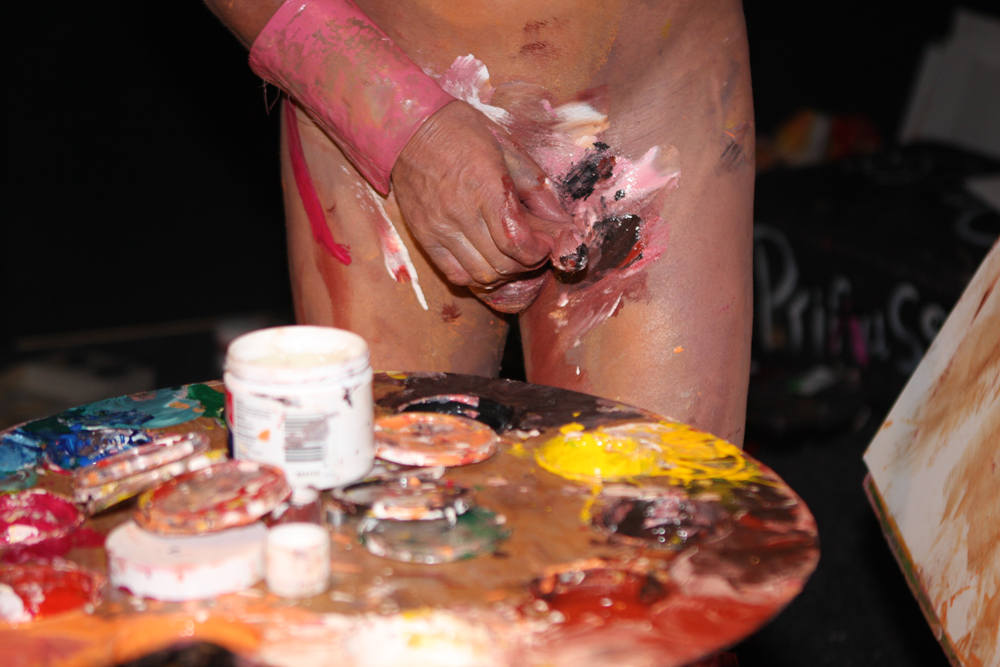
Artysta przy pracy

Przed przystąpieniem do pracy Tim Patch pokrywa intymne części ciała wazeliną, aby ochronić skórę przed drażniącym działaniem składników farb, np. wapna, wykonuje makijaż oraz zakłada ozdobny strój i kapelusz. Do malowania obrazów stosuje wyłącznie nietoksyczne farby, które sam miesza i wybiera delikatne płótno lub gładki papier. Nie używa kondomów. Podczas malowania penis musi być lekko twardy i rozciągliwy, ale nie sztywny. Do malowania tła i innych większych partii obrazu używa pośladków. Wykonanie portretu zajmuje przeciętnie 20 minut. Tim Patch może wykonać ograniczoną liczbę obrazów ze względu na ścieranie naskórka podczas malowania i kilkutygodniowy proces jego regeneracji.
Podczas malowania obrazu penisem artysta nagrywa siebie na wideo, aby rozwiać ewentualne wątpliwości dotyczące stosowania przez niego techniki penile art i udowodnić, że żadne szczegóły nie były poprawiane ręcznie. Wideo jest wliczone w cenę obrazu.

## Życie prywatne
Był dwukrotnie żonaty. Jest ojcem czworga dzieci. Mieszka w Beechmont w australijskim stanie Queensland. Jego ulubionym malarzem jest Goya. Patch pisze także wiersze.